# Kupinec
 Kupinec  falu Horvátországban Zágráb megyében. Közigazgatásilag Klinča Selához tartozik.

## Fekvése
Zágráb központjától 23 km-re délnyugatra, községközpontjától 5 km-re délkeletre fekszik. 

## Története
Az egyházlátogatások jegyzőkönyvei szerint Kupinecen már a 17. században állt templom, a mai plébániatemplom elődje. A régi templom eredetileg fából épült, a későbbi megújítás során felfalazták és szentélyét beboltozták. A feljegyzések szerint belseje gazdagon volt díszítve, valószínűleg mind a belső falakat, mind a hajó mennyezetét falfestmények díszítették. Az épület a későbbiekben rossz állapota miatt többször javításra szorult. Végül a 18. század közepén új templom építését határozták el, melyet a lakosság számának növekedése is indokolt. A régi templomról az utolsó említés 1768-ból származik. Az új templom 1799-re épült fel. 
A falunak 1857-ben 633, 1910-ben 885 lakosa volt. Trianon előtt Zágráb vármegye Jaskai járásához tartozott. 2001-ben a falunak 872  lakosa volt.

## Lakosság
| Lakosság változása | Lakosság változása | Lakosság változása | Lakosság változása | Lakosság változása | Lakosság változása | Lakosság változása | Lakosság változása | Lakosság változása | Lakosság változása | Lakosság változása | Lakosság változása | Lakosság változása | Lakosság változása | Lakosság változása |
| ------------------ | ------------------ | ------------------ | ------------------ | ------------------ | ------------------ | ------------------ | ------------------ | ------------------ | ------------------ | ------------------ | ------------------ | ------------------ | ------------------ | ------------------ |
| 1857               | 1869               | 1880               | 1890               | 1900               | 1910               | 1921               | 1931               | 1948               | 1953               | 1961               | 1971               | 1981               | 1991               | 2001               |
| 633                | 685                | 788                | 920                | 892                | 885                | 890                | 1040               | 1155               | 1158               | 1124               | 1052               | 955                | 937                | 872                |

## Nevezetességei
A Nagyboldogasszony tiszteletére szentelt plébániatemploma 1795 és 1799 között épült késő barokk stílusban. A templom centrális típusú ellipszoid alakú kápolnákkal és apszissal, melyek négykajéjos alaprajzát eredményezik. A főhomlokzattól délre emelkedik a barokk toronysisakkal fedett zömök harangtorony. Az épület központi részét laternával lezárt kupola borítja. A templom belseje teljesen be van boltozva, a boltozatok festettek.

## Híres emberek
Itt a családi birtokon töltötte gyermekkorát Vladimir Maček politikus, a Horvát Parasztpárt elnöke, a Jugoszláv Királyság kormányának alelnöke.